# Yssingeaux
Yssingeaux is een gemeente in het Franse departement Haute-Loire (regio Auvergne-Rhône-Alpes). De gemeente telde 7.380 inwoners op 1 januari 2022. De plaats is de onderprefectuur van het arrondissement Yssingeaux.

## Geschiedenis
De naam van de plaats, die terug te voeren is tot omstreeks het jaar 1000, zou teruggaan op een persoonsnaam van Germaanse oorsprong: Isingaud. De stad kende haar hoogtepunt tussen de 12e en de 14e eeuw en was toen een belangrijke marktplaats. De heren van Yssingeaux kwamen regelmatig in conflict met de bisschoppen van Le Puy-en-Velay. Een van hen, Jean de Bourbon, liet in de 15e eeuw zijn bisschoppelijke zomerresidentie in de stad bouwen. De stad was volledig ommuurd. Deze stadswallen werden gesloopt na de Franse Revolutie.

## Geografie
De oppervlakte van Yssingeaux bedroeg op 1 januari 2022 80,57 vierkante kilometer; de bevolkingsdichtheid was toen 91,6 inwoners per km². De plaats kent verschillende gehuchten zoals Les Ollières, Versilhac, Sarlis en Chazeaux.
De onderstaande kaart toont de ligging van Yssingeaux met de belangrijkste infrastructuur en aangrenzende gemeenten.

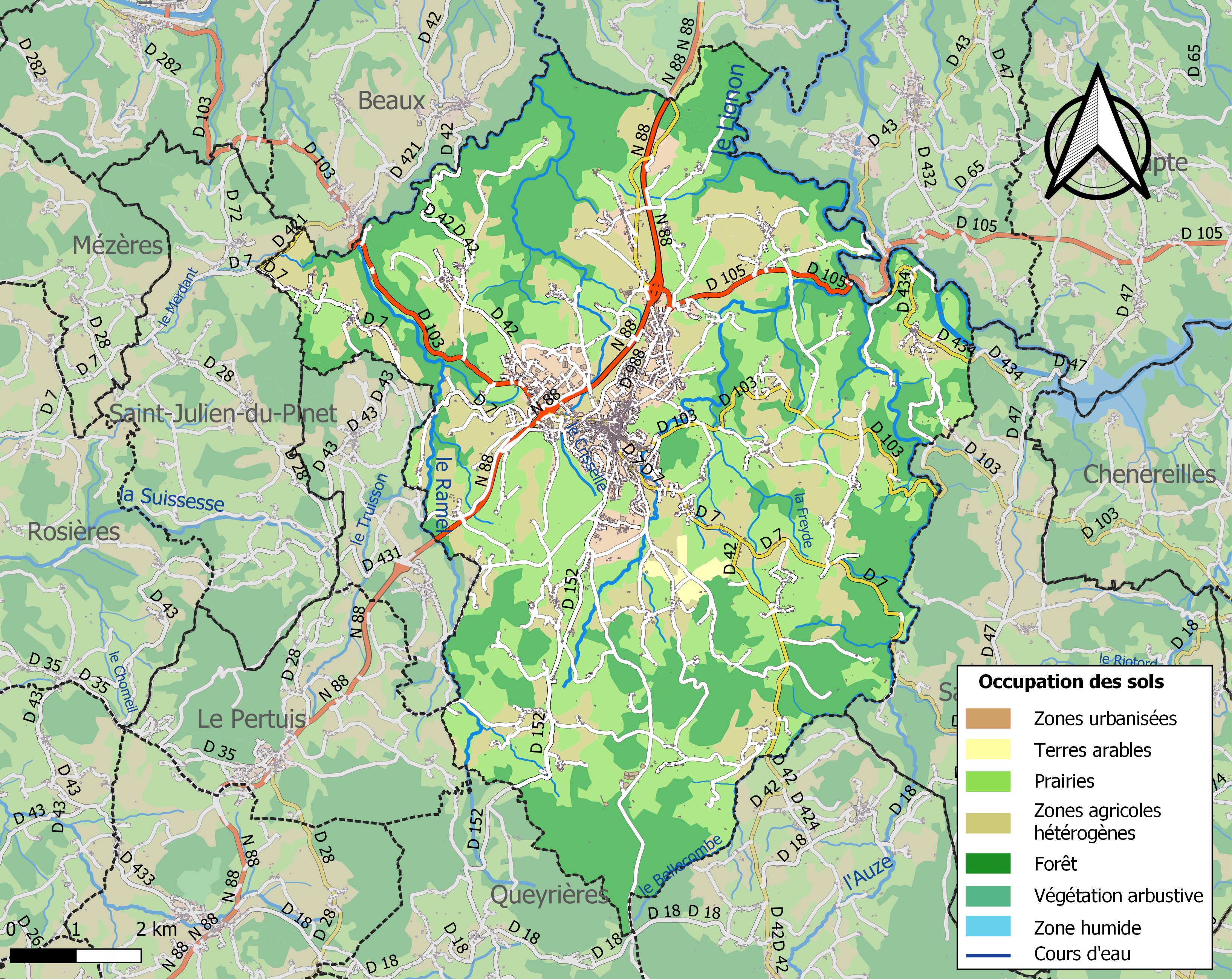

## Demografie
Onderstaande figuur toont het verloop van het inwonertal (bron: INSEE-tellingen).

## Geboren in Yssingeaux
- Jacques Barrot (1937), politicus en rechter